# Ernst Werner (Sportjournalist)
Ernst Werner (* 1899; † 1984 in Travemünde) war ein deutscher Sportjournalist und antisemitischer Autor.

## Leben
Ernst Werner wurde 1899 geboren. 1924 wurde er Chefredakteur der Berliner Fußballwoche; diese Funktion konnte er bis 1944 wahrnehmen. 1957 ging er zur Lübecker Wochenzeitung Sport-Megaphon, wo er erst als Chefredakteur und während seines Ruhestandes bis 1978 als freier Mitarbeiter tätig war. Er nahm als Berichterstatter an allen Fußball-Weltmeisterschaften zwischen 1934 und 1974 teil und berichtete von mehr als 300 Länderspielen.
Zudem war er Vorsitzender des Verbandes deutscher Sportjournalisten. Werner war Träger des Bundesverdienstkreuzes erster Klasse.

## Antisemitismus
Werner äußerte sich bereits vor der Machtübernahme der Nationalsozialisten antisemitisch. So schrieb er 1928 in der Fußball-Woche über Hugo Meisl, Cheftrainer der österreichischen Nationalmannschaft: „Im Plenum ist Hugo Meisl, der Wiener Jude, mit der Geschmeidigkeit seiner Rasse und ihrem zersetzenden Sinn einer der größten Kartenmischer.“ Der Fußballhistoriker Rudolf Oswald bezeichnete Werner wegen dessen Einstellungen, die ihm auch eine Weiterarbeit unter den Nazis ermöglichten, als „Radau-Antisemit“. 1941 bezeichnete Werner den Versuch der jüdischen Brüder Ernst und Otto Eidinger, einen Spielbetrieb neben dem DFB zu etablieren, als ein Projekt „semitischer Schläue“.
Auch nach Ende der nationalsozialistischen Diktatur konnte Werner ohne Einschränkungen weiterschreiben.

## Trivia
Ernst Werner tritt als Figur in Sammy Drechsels Jugendroman Elf Freunde müsst ihr sein (1955) in Erscheinung. Aufgrund seiner Sportreportagen wird er vom Protagonisten Heini Kamke bewundert und bekommt am Ende des Romans die Aussicht auf eine Anstellung bei der Fußballwoche. Im Roman werden der historische Kontext der nationalsozialistischen Herrschaft und somit auch Werners antisemitische Haltung ausgeblendet.